# 翟乃社
翟乃社（1956年4月12日—2014年9月9日），中国山东省青岛市人，当代话剧、电影、电视剧演员。

## 生平
翟乃社是上海电影制片厂演员。1987年，翟乃社被邀参加斯皮尔伯格执导的《太阳帝国》的拍摄，成为第一个被请到好莱坞饰演中国人的演员。翟乃社在2011年罹患肝癌，期间接受9次手术，于2014年9月9日逝世。翟乃社曾有过两段婚姻，有一親生女兒翟一凡，以及一名養女。其第一任妻子是来自上海美术电影制片厂的剪辑师李珊，第二任妻子则是来自哈尔滨的话剧演员王丽波。王丽波与前夫林波曾有一女，名为林梦茜。

## 作品
- 《夜半歌声》（1985年电影）饰 宋丹萍
- 《屠城血证》（1987年电影）饰 展涛
- 《霍桑探案》（1989年电影）饰 霍桑
- 《死命令》（1991年電視劇 )
- 《水浒传》饰 杨志
- 《三毛流浪记》（1998年电视剧）饰 胡子叔叔
- 《傻小李元霸》饰 宇文化及
- 《神鵰俠侶》饰 欧阳锋
- 《女神捕》饰 铁苍龙